# Повесть, како восхити неправдою на Москве царский престол Борис Годунов…
«Повесть, како восхити неправдою на Москве царский престол Борис Годунов и како на него попусти Господь Бог врага и поругателя, еретика розстригу Гришку Отрепьева, мстя неповинное кровопролитие новаго своего страстотерпца благовернаго царевича князя Дмитрея Углецкаго» — памятник древнерусской литературы начала XVII века, посвящённый Смутному времени.

## История и содержание
В первой редакции памятник носит название «Повесть, како отомсти всевидящее око Христос Борису Годунову пролитие неповинные крови новаго страстотерпца благовернаго царевича Дмитрия Угличьскаго». Названия воспроизводят одно и то же место в повести: «Видев же сия всевидящее недреманое око Христос, яко неправдою восхити Российския области скифетр, и восхоте ему отомсти неповинные крови кровопролитие… И попусти на него такова же врага и законопреступника… от малые чади сынчишка боярского Юшку Яковлева сына Отрепьева, яков и сам той святоубийца Борис Годунов». Обе редакции были написаны в Троице-Сергиевом монастыре. По мнению исследователей участие в написании второй редакции принимал Посольский приказ. Автор повести утверждает, что был непосредственным свидетелем описанных исторических событий, кроме пребывания Григория Отрепьева за границей: «зря своима очима». Оценка героев повести характеризуется тенденциозностью. Произведение было создано для широкого круга читателей. Искажение фактов объясняется тем, что повесть стоит в числе тех, которые были призваны показать право Василия Шуйского на царскую власть, обличая Бориса Годунова и Григория Отрепьева, один из которых поступает по дьявольскому наущению, а второй обещает папе Римскому «попрати» веру православную. Они же имеют низкое происхождение, в то время как Василий Шуйский является потомком Владимира и Александра Невского.